# Виловате
Виловате (рос. Виловатое) — село в Богатівському районі Самарської області Російської Федерації.
Населення становить 870 осіб. Входить до складу муніципального утворення сільське поселення Виловате.

## Історія
Від 2005 року входило до складу муніципального утворення сільське поселення Виловате.

## Населення
| 2010 |
| ---- |
| 870  |